# Cow Days
«Cow Days» (en español «El día de las vacas») es el decimotercer episodio de la segunda temporada y el episodio N° 26 en general de South Park. Se transmitió originalmente el 30 de septiembre de 1998.

## Trama
En un programa de juegos, una pareja llamada a Tom y Mary ganan un premio para ir a South Park, a la decimocuarta versión del festival anual del Día de las Vacas. En el carnaval, los chicos quieren ganar unos muñecos de Terrance y Phillip en un stand de lanzamiento de pelotas. El juego cuenta con una foto de Jennifer Love Hewitt, y el juego consiste en meter las pelotas en el agujero que está su boca. Desafortunadamente, el juego está arreglado de manera que las bolas son más grandes que el orificio. Kyle se queda sin dinero después de un intento fallido de juego y los chicos van a recibir dinero de sus padres ya que es costoso: $5 por tres bolas.
En su camino de vuelta, Cartman sugiere que vayan en algunos de las atracciones del carnaval, que resultan ser ridículas, como la "Cámara de pedos" y "La Fila". Todos estos resultan ser una pérdida de tiempo y dinero, excepto para Cartman.
De vuelta en el juego de pelota, Kyle intenta de nuevo. Por una sola vez una de las pelotas se queda atascada en el agujero y salta de nuevo causando Kyle a gritar engaño. Esto atrae a la atención de Barbrady, el oficial que inspecciona el juego. El dueño del puesto le dice a Kyle tiene otra pelota para intentar y da a Kyle una más pequeña que pasa por el agujero. Barbrady luego se va. Kyle le pregunta por las muñecas pero le ofrece entre una cepillo de muñecas Barbie y un palillo de dientes de Bon Jovi. El dueño del puesto dice que necesita siete palillos de dientes para que pueda canjear por las muñecas.
Mientras tanto, las vacas de South Park han descubierto el reloj vaca gigante (con el que se inauguró el festival) y lo han roban viendo al reloj como un dios. Jimbo pregunta a todo el mundo si se lo llevaron, pero cree que Tom y Mary (que son de fuera de la ciudad) son los únicos que tienen una razón para robarlo. Ellos son rápidamente arrestados.
Sin dinero, los chicos ponen a Cartman en un concurso de monta de toros. Al principio lo montan en un toro mecánico, pero este no es capaz de mantenerse en equilibrio y sale despedido, lo que le provoca lesiones menores. Malinterpretando lo que dice Cartman, los chicos lo ponen en un toro de verdad creyendo ganar $5000 para así ganar los muñecos. El toro resulta ser muy tímido y viejo, hasta que Kyle lanza una bola de nieve a los testículos del toro, haciendo que se vuelva loco. El toro lanza a Cartman directo a la nieve, provocándole pérdida de memoria.
En el hospital Cartman se despierta y cree ser una prostituta vietnamita llamada Ming Li. El Dr. Gouache explica que Cartman tendrá que descansar, pero los chicos tienen otros planes y lo ponen en el concurso de todas formas. En su estado mental, Cartman ofrece sexo a cualquier varón adulto que ve. En el toro se las arregla para ganar después de mantenerse con fuerza, logrando un nuevo récord mundial.
Jimbo, con la ayuda de Ned, encuentra las vacas que han formado un culto que gira alrededor del reloj vaca que habían robado. El FBI llega y les ordena que paren, pero no hacen caso y una por una saltan desde un acantilado a su muerte.
Cartman pasa una noche entera con Leonardo DiCaprio y recupera su memoria. Poco después de haber ganado el concurso, tiene una gran cantidad de dinero del premio que él y los chicos usan en el juego de pelota de lanzamiento. El dueño del puesto dice que va a ser muy agradable y solo les dan las muñecas a cambio de todo su dinero. Kyle descubre de pronto que las muñecas son una estafa y declara estafa de nuevo. Todo el pueblo desata un motín provocando destrozos a consecuencia de la estafa y los dependientes de la feria son arrestados.
La alcaldesa McDaniels le pregunta a Jimbo y Ned lo que pasó con el reloj, y les pide explicar sobre el suicidio en masa de las vacas. Barbrady recuerda que todavía mantienen a Tom y Mary en prisión. Allí, la alcaldesa pide Barbrady liberar a los turistas, pero éste responde que se olvidó completamente de ellos. Al verlos, solo se puede apreciar sus cadáveres, siendo comidos por ratas.
Después del evento, Stan y Kyle juegan con cientos de muñecas. Cartman aparece y les cuenta que tuvo un sueño extraño en el cual jura ser una prostituta y que Leonardo DiCaprio le estuvo dando nalgadas durante toda la noche. Luego el actor acompañado de uno de los extraterrestres vistos en Cartman Gets an Anal Probe llega en su limusina y da las gracias a Ming Li. Cartman intuye que todo fue real pese a que Stan y Kyle tratan de convencerlo que todo fue un sueño y Cartman aunque grita airado a DiCaprio, Stan y Kyle se ríen.

## Muerte de Kenny
Es empalado por uno de los cuernos del toro manejado por el amnésico Cartman.